# Eddie Turnbull
Edward Hunter Turnbull (Falkirk, 1923. április 12. – 2011. április 30.) skót válogatott labdarúgó, edző. 

## Pályafutása

### Klubcsapatban
1946 és 1959 között a Hibernian játékosa volt, melynek tagjaként három (1948, 1951, 1952) bajnoki címet szerzett. 

### A válogatottban
1948 és 1958 között 9 alkalommal szerepelt a skót válogatottban. Részt vett az 1958-as világbajnokságon, ahol a Jugoszlávia, a Paraguay és a Franciaország elleni csoportmérkőzésen is kezdőként lépett pályára.

### Edzőként
1963 és 1965 között a Queen's Park vezetőedzője volt. 1965 és 1971 között az Aberdeen vezetőedzőjeként dolgozott, mellyel 1970-ben megnyerte a skót labdarúgókupát. 1967-ben az Egyesült Államokban vállalt munkát a Washington Whips együttesénél. 1971-től 1980-ig a Hibernian csapatát irányította.

## Sikerei, díjai

### Játékosként
Hibernian FC
- Skót bajnok (3): 1947–48, 1950–51, 1951–52

### Edzőként
Aberdeen FC
- Skót kupagyőztes (1): 1969–70

Hibernian FC
- Skót ligakupagyőztes (1): 1971–72